# Liste des sénateurs des Yvelines
Cet article donne la liste des sénateurs élus dans les Yvelines sous la Cinquième République, depuis les élections de 1968. Le nombre de sénateurs pour l'ancien département de Seine-et-Oise était fixé à 8 élus depuis l'élection complète du Sénat du 26 avril 1959. À la suite de la réorganisation de la région parisienne, entrée en vigueur le 1er janvier 1968, le nombre de sénateurs de la Seine et de Seine-et-Oise a été porté de 30 à 39, ces sièges ayant été répartis entre les nouveaux départements. Les Yvelines, de même que l'ensemble de la région parisienne, appartenaient à la série C. Les sénateurs étaient élus pour un mandat de 9 ans, les renouvellements ayant eu lieu en 1977, 1986 et 1995.
Après la loi no 2003-697 du 30 juillet 2003, le mandat des sénateurs a été réduit à 6 ans. Cette nouvelle durée s'est appliquée aux Yvelines lors des élections de 2004. Elle a cependant été portée à sept ans, l'allongement d'un an de ce mandat étant dû à une décision du Conseil constitutionnel de 2004 qui a reporté les élections initialement prévues en 2007 et 2010, pour éviter un trop grand nombre de scrutins en 2007. Les Yvelines appartiennent, depuis les élections de 2011, à la série 1.
Les sénateurs sont élus au suffrage universel indirect par les grands électeurs. En 2011, ceux-ci sont 2 772. 
En prolongement du mode de scrutin en vigueur dans l'ancien département de Seine-et-Oise a été conservé le mode de scrutin proportionnel, même s'il aurait dû basculer vers un mode de scrutin majoritaire à deux tours. Cette exception a été supprimée en 2003, lors de l'abaissement du seuil à quatre sénateurs, mais sans conséquence pour le département, dont le nombre d'élus est de 6 depuis 2004, après avoir été élevé une première fois de 4 à 5 lors de l'élection de 1977.

## Mandature 1968-1977
Du 22 septembre 1968 au 24 septembre 1977.
La liste d'« Union des républicains pour le rayonnement des Yvelines » d'Édouard Bonnefous (droite anti-gaulliste et parti radical) obtient deux sièges avec 536 des 1 418 grands électeurs (37,8 %) et devance celle d'« Union nationale pour la défense de la République et l'expansion des Yvelines » de Jacques Soufflet (UNR), avec 446 voix soit 31,5 %.
| Identité          | Parti | Parti | Autres mandats              |
| ----------------- | ----- | ----- | --------------------------- |
| Brigitte Gros     |       | PS    | Maire de Meulan-en-Yvelines |
| Édouard Bonnefous |       | UDSR  |                             |
| André Mignot      |       | RI    |                             |
| Jean Bac          |       | UDR   |                             |

1. ↑  à compter du 27 septembre 1973, en remplacement d'Aimé Bergeal, décédé.
2. ↑  à compter du 29 juin 1974, en remplacement de Jacques Soufflet (UNR), nommé au gouvernement.

## Mandature 1977-1986
Du 25 septembre 1977 au 27 septembre 1986.
La liste d'Union de l'opposition recueille 921 voix sur 2 002 grands électeurs qui lui confèrent trois sièges (Bernard Hugo, Philippe Machefer et Jean Béranger), alors que la liste d'Union de la majorité d'Édouard Bonnefous n'obtient qu'un seul siège avec 558 suffrages. La liste UDF de Brigitte Gros remporte le 5e siège.
| Identité          | Parti | Parti | Autres mandats        |
| ----------------- | ----- | ----- | --------------------- |
| Jean Béranger     |       | PRG   | Maire de Marly-le-Roi |
| Édouard Bonnefous |       | UDR   |                       |
| Louis de Catuélan |       | UDF   |                       |
| Bernard Hugo      |       | PCF   | Maire de Trappes      |
| René Martin       |       | PCF   |                       |

1. ↑  à compter du 2 septembre 1985, en remplacement de Jacques Toutain, maire de Jouy-en-Josas, décédé, lui-même suppléant, le 12 mars 1985, de Brigitte Gros, décédée.
2. ↑  à compter du 16 août 1982, en remplacement de Philippe Machefer (PS) décédé.

## Mandature 1986-1995
Du 28 septembre 1986 au 23 septembre 1995.
La liste UDF obtient un siège avec 400 voix sur 2 496. La liste RPR emporte 3 sièges.
| Identité          | Parti | Parti | Autres mandats                                                |
| ----------------- | ----- | ----- | ------------------------------------------------------------- |
| Jacques Bellanger |       | PS    |                                                               |
| Louis de Catuélan |       | UDF   | Conseiller régional d'Île-de-France, maire d'Adainville       |
| Gérard Larcher    |       | RPR   |                                                               |
| Marc Lauriol      |       | RPR   |                                                               |
| Nelly Rodi        |       | RPR   | Conseillère générale d'Aubergenville et maire d'Aubergenville |

## Mandature 1995-2004
Du 24 septembre 1995 au 30 septembre 2004.
| Identité          | Parti | Parti | Autres mandats                        |
| ----------------- | ----- | ----- | ------------------------------------- |
| Nicolas About     |       | UDF   | Maire de Montigny-le-Bretonneux       |
| Jacques Bellanger |       | PS    |                                       |
| Dominique Braye   |       | UMP   | Maire de Buchelay                     |
| Alain Gournac     |       | UMP   | Maire du Pecq                         |
| Alain Schmitz     |       | UMP   | Conseiller général de Versailles-Nord |

1. ↑  à compter du 19 novembre 1997, en remplacement de Michel Rocard, démissionnaire pour exercer son mandat de député européen.
2. ↑  à compter du 1er mai 2004, en remplacement de Gérard Larcher, nommé au gouvernement.

## Mandature 2004-2011
Du 26 septembre 2004 au 30 septembre 2011.
| Identité          | Parti | Parti | Autres mandats                                          |
| ----------------- | ----- | ----- | ------------------------------------------------------- |
| Roselle Cros      |       | MoDem | Conseiller régional d'Île-de-France                     |
| Dominique Braye   |       | UMP   | Maire de Buchelay                                       |
| Bernadette Dupont |       | UMP   |                                                         |
| Alain Gournac     |       | UMP   | Maire du Pecq                                           |
| Gérard Larcher    |       | UMP   | Maire de Rambouillet, président du Sénat de 2008 à 2011 |
| Catherine Tasca   |       | PS    |                                                         |

1. ↑  à compter du 23 janvier 2011, en remplacement de Nicolas About (UDF), nommé au CSA.
2. ↑  à compter du 1er octobre 2007, en remplacement d'Adeline Gousseau, démissionnaire.

## Mandature 2011-2017
Du 1er octobre 2011 au 1er octobre 2017
| Identité             | Parti | Parti | Autres mandats                                 |
| -------------------- | ----- | ----- | ---------------------------------------------- |
| Marie-Annick Duchêne |       | DVD   | Adjointe au maire de Versailles de 2008 à 2014 |
| Philippe Esnol       |       | PS    | Maire de Conflans-Sainte-Honorine              |
| Alain Gournac        |       | UMP   | Maire du Pecq                                  |
| Gérard Larcher       |       | UMP   | Maire de Rambouillet                           |
| Sophie Primas        |       | UMP   | Adjointe au maire d'Aubergenville              |
| Catherine Tasca      |       | PS    |                                                |

## Mandature 2017-2023
| Candidats       | Parti | Parti | Principale fonction                                                           |
| --------------- | ----- | ----- | ----------------------------------------------------------------------------- |
| Gérard Larcher  |       | LR    | Sénateur sortant, président du Sénat                                          |
| Sophie Primas   |       | LR    | Sénatrice sortante, conseillère municipale d'Aubergenville                    |
| Toine Bourrat   |       | LR    | Ancienne maire de Saint-Rémy-l'Honoré                                         |
| Marta de Cidrac |       | LR    | Première adjointe au maire de Saint-Germain-en-Laye                           |
| Michel Laugier  |       | DVD   | Président de la CA Saint-Quentin-en-Yvelines, maire de Montigny-le-Bretonneux |
| Martin Lévrier  |       | LREM  | Conseiller municipal de Versailles de 2017 à 2020                             |

## Mandature 2023-2029
| Candidats       | Parti | Parti | Principale fonction                                                 |
| --------------- | ----- | ----- | ------------------------------------------------------------------- |
| Gérard Larcher  |       | LR    | Sénateur sortant, président du Sénat                                |
| Sophie Primas   |       | LR    | Sénatrice sortante, conseillère municipale d'Aubergenville          |
| Michel Laugier  |       | DVD   | Sénateur sortant                                                    |
| Marta de Cidrac |       | LR    | Sénatrice sortante, conseillère municipale de Saint-Germain-en-Laye |
| Martin Lévrier  |       | RE    | Sénateur sortant                                                    |
| Ghislaine Senée |       | EÉLV  | Conseillère régionale d'Île-de-France                               |